# Clachan Bridge

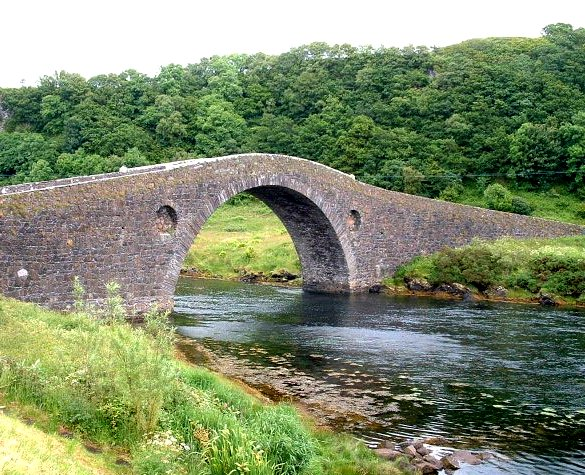
Clachan Bridge

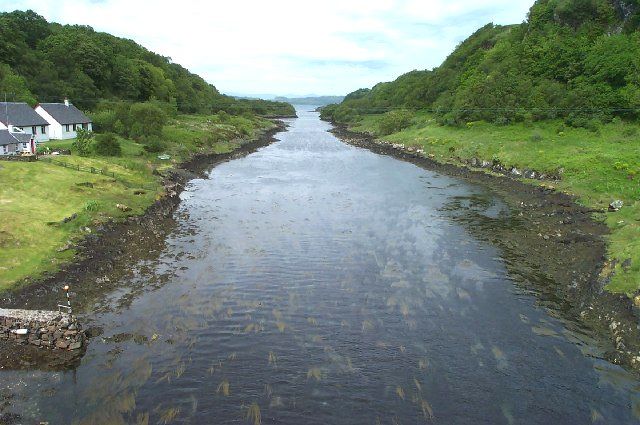
Pohled z mostu na sever. Ostrov Seil je vlevo, pevnina vpravo

Clachan Bridge je jednoduchý jednoobloukový zděný kamenný most, který překlenuje průliv Clachan a spojuje skotskou pevninu s ostrovem Seil. Stojí 13 km jihozápadně od Obanu v Argyllu.
Most projektoval John Stevenson z Obanu (a nikoli Thomas Telford, kterého některé zdroje zmiňují). Postavil jej mezi lety 1792 a 1793 Robert Mylne. Původní projekt o dvou obloucích byl upraven a postaven byl most s jedním obloukem o rozpětí 22 m. Výška 12 m nade dnem průlivu umožňuje proplout lodím o výtlaku do 39 T při nejvyšším přílivu. Most je stále užíván, je součástí silnice B844 a je v péči sdružení Historic Scotland.
Protože Clachan je průlivem Atlantského oceánu, je také označován jako Most přes Atlantik (Bridge over the Atlantic, skotskou gaelštinou a' Dhrochaid thar a' Chuain Siar). Stejným označením se pyšní i další mosty postavené v podobných podmínkách, například most mezi Norðskáli a Oyri na Faerských ostrovech a mezi poloostrovem Lewis a ostrovem Great Bernera na Vnějších Hebridách.

## Příroda
Jižní předmostí porůstá kolonie nemléče alpského (Erinus alpinus).
V úzkém průlivu Clachan občas uváznou velryby. V roce 1835 tu v mělké vodě uvázla velryba dlouhá 24 m, se spodní čelistí o délce 7 metrů, a nemohla se dostat zpět do moře. Podobně zde v roce 1837 uvázlo 192 kulohlavců, největší z nich měřil 8 metrů.